# Fortrydelse
Fortrydelse eller anger er følelsen at ønske, at man tidligere havde truffet en anden beslutning, fordi konsekvenserne af beslutningen var ugunstige. Beklagelse er en synlig handling overfor andre mennesker, som viser at man fortryder.
Fortrydelse er relateret til opfattet mulighed. Dens intensitet varierer over tid efter beslutningen, med hensyn til handling kontra passivitet, og med hensyn til selvkontrol til en bestemt personalder. Den selvbebrejdelse, der følger med fortrydelse, menes at anspore til korrigerende handling og tilpasning.
I vestlige samfund har voksne de største beklagelser med hensyn til valg af deres uddannelse.